# Stern-Verlag (Düsseldorf)

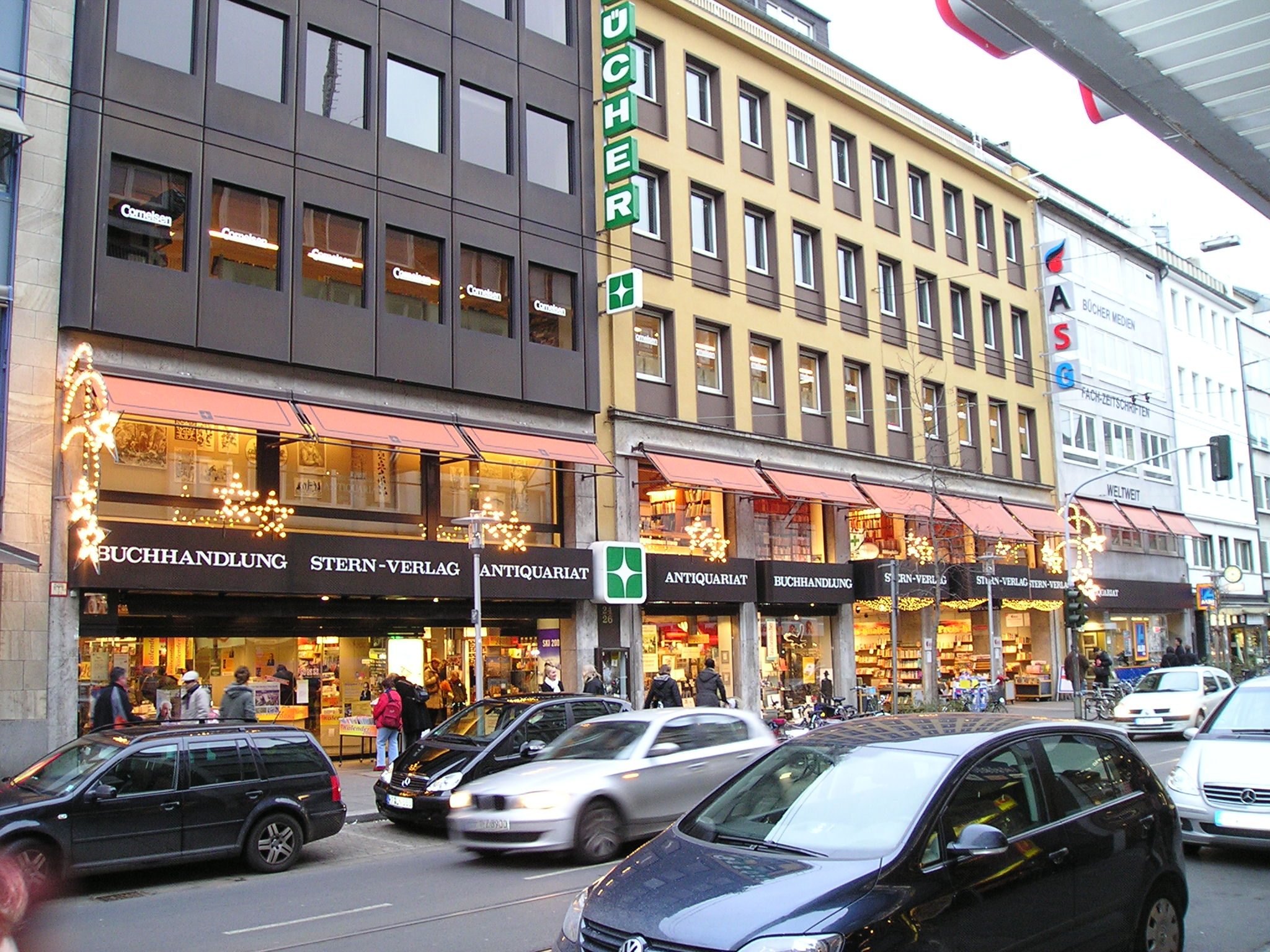
Gebäude des Stern-Verlags an der Düsseldorfer Friedrichstraße (2007)

Der Stern-Verlag war ein von Ferdinand Studt im Jahr 1900 in Düsseldorf gegründetes Buchhandelsunternehmen, es war seitdem ununterbrochen in Familienbesitz. Am 31. März 2016 schloss Klaus Janssen, der Enkel des Gründers, „eine der großen Buchhandlungen in Europa“. Ursachen waren wirtschaftliche Erwägungen bei einem allgemein und auch örtlich durch Konversion schwieriger gewordenen Markt sowie Altersgründe des Alleininhabers.

## Geschichte
Der Stern-Verlag wurde 1900 in Düsseldorf gegründet. 1927 erfolgte der Umzug vom Graf-Adolf-Platz an den endgültigen Standort Friedrichstraße 26. Im Zweiten Weltkrieg wurde das Geschäftshaus ausgebombt und völlig zerstört. Von 1948 bis 1954 erfolgte der Wiederaufbau des Gebäudes.
Es folgten in den Jahren 1961 bis 2001 Jahrzehnte der Expansion und Erweiterung. Nachdem die Kundenparkplätze auf die gegenüberliegende Seite der zur Friedrichstraße parallelen Talstraße ausgelagert wurden, erstreckte sich das Ladenlokal durch den gesamten Häuserblock, teils über mehrere Etagen, bis zur Talstraße. Über Jahre hinweg betrieb man die größte Buchhandlung Deutschlands, mit einer Gesamtfläche von bis zu 8000 m², davon 7000 m² Verkaufsfläche. Außerdem gab es an der Universität Düsseldorf eine Filiale, die ebenfalls 2016 geschlossen wurde. Im Jahr 2001 betrug der geschätzte Umsatz 70 Millionen Euro. 2004 starb Horst Janssen, wonach der Bruder Klaus Janssen das Unternehmen allein weiterführte.
Die Firmenbezeichnung war bis 2005 Stern-Verlag Janssen & Co., ab dem 14. Oktober 2005 Stern-Verlag e. K. Am 15. September 2014 wurde sie erneut geändert, in Buchhaus Stern-Verlag GmbH & Co. KG.
Nach Jahren des Umsatzrückgangs kündigte der damals 80-jährige Klaus Janssen im Dezember 2015 die Schließung der Buchhandlung zum Ende März 2016 an.
Am 31. März 2016 wurden alle Geschäftsbereiche – auch die Filiale an der Universität Düsseldorf und das Versandgeschäft – aufgegeben und die verbliebenen 113 Mitarbeiter mit einem umfangreichen Sozialplan für den Verlust ihres Arbeitsplatzes entschädigt. Das Gebäude des Stern-Verlages wurde an Motel One verkauft. Am Standort ist ein Hotel der Billighotelkette Motel One geplant. Der Abriss des Gebäudes des Stern-Verlages soll 2022 erfolgen und das Hotel 2025 eröffnet werden.Stand: Februar 2022 Die Schaufenster im Erdgeschoss des Gebäudes wurden bis März 2022 vom Projekt Friedrich 2468 gestaltet und als Werbemöglichkeit für Düsseldorfer Kreative genutzt.
Die Kunden des Versand- und Bibliotheksgeschäfts des Stern-Verlags wurden 2016 vom Filialisten Mayersche Buchhandlung übernommen, der dafür das Tochterunternehmen Mayersche B2B gründete.
Auf der gegenüberliegenden Straßenseite der Friedrichstraße zog eine neue Filiale der Mayerschen Buchhandlung mit einer Verkaufsfläche von 400 m² ein, die im Frühjahr 2016 eröffnet und nach der Fusion von Mayersche Buchhandlung und Thalia wieder geschlossen wurde, obwohl 2019 Filialschließungen für Düsseldorf ausgeschlossen worden waren. Thalia betreibt eine Filiale in den Düsseldorf Arcaden, die auch an der Friedrichstraße liegen. In die Räume auf dem Gelände der Universität Düsseldorf zog im Frühjahr 2018 die Fachbuchhandelskette Lehmanns Media um.

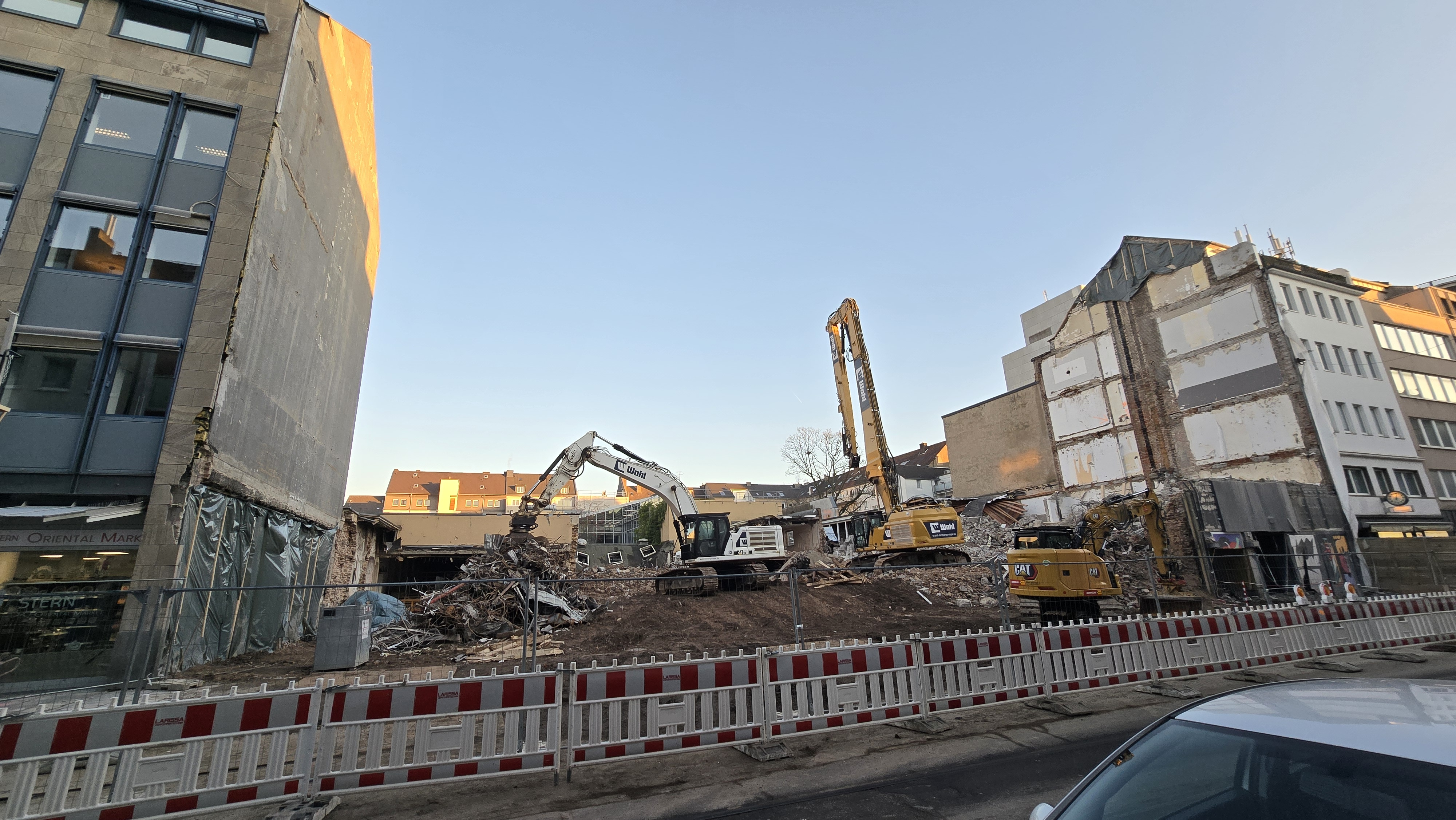
Während des Abrisses (Januar 2025)

Unter der Überschrift „Abriss einer Ikone“ berichtete die Rheinische Post von dem am 10. Dezember 2024 begonnenen Abbaggern des Gebäudes auf der Friedrichstraße. Die Hotelkette Motel One will an dieser Stelle ein neues Hotel errichten, laut Bauantrag mit 261 Zimmern, 522 Betten und einer Tiefgarage für 31 Autos. Die Eröffnung ist für das Frühjahr 2027 geplant.

## Belege
1. 1 2  Beschreibung auf der Facebook-Firmenseite
2. 1 2  Börsenblatt des Deutschen Buchhandels: Ende einer Düsseldorfer Institution, 21. Dezember 2016, abgerufen am 10. April 2016
3. ↑   Stern-Verlag in Düsseldorf: Zehneinhalb Stunden Abschied, rp-online.de, 1. April 2016
4. 1 2  Umsatzzahlen
5. 1 2 3 4  Fachbuchhandel: Düsseldorf bekommt wieder eine Campus-Buchhandlung, Buchreport
6. ↑  Buchreport: Im Stern-Verlag gehen Ende März die Lichter aus. (Memento vom 10. April 2016 im Internet Archive) 21. Dezember 2015.
7. ↑  Frankfurter Neue Presse: Krise der Buchhandlungen. 14. Januar 2016
8. ↑  Firmengeschichte auf buchsv.de
9. ↑  Die Welt: Das langsame Sterben der deutschen Buchläden, Ausgabe vom 22. März 2016, abgerufen am 10. April 2016
10. ↑  Stadtmitte: Verwirrung um Reduzierung beim Stern-Verlag, nrz.de, 15. August 2014
11. ↑  Firmengeschichte, buchhaus-sternverlag.de  (nicht mehr Abrufbar) Webarchiv vom 19. Mai 2016
12. ↑  Düsseldorf: Verwirrung um den Stern-Verlag, rp-online.de, 15. August 2014
13. ↑  Stern - Verlag Janssen & Co., online-handelsregister.de, abgerufen am 21. Dezember 2017
14. ↑  Buchhaus Stern-Verlag GmbH &Co. KG, online-handelsregister.de, abgerufen am 21. Dezember 2017
15. ↑  Bruttoumsatz vom Stern-Verlag in den Jahren 2004 bis 2014 (in Millionen Euro) auf handelsdaten.de
16. ↑  Das Aus für den Stern-Verlag entsetzt viele Düsseldorfer, wz.de, 20. Dezember 2015
17. ↑  Stern-Verlag schließt Ende März 2016 - RP-Online vom 19. Dezember 2015
18. ↑  Düsseldorf: Hotel auf dem Gelände des Stern--Verlags geplant. antenneduesseldorf.de, 10. Februar 2022
19. ↑  Projekt "Friedrich2468": Finale Gestaltung der Fensterflächen des ehemaligen Stern-Verlags: Präsentation von Modedesign, Fotografie, nachhaltigen Lederaccessoires und Architekturvisualisierung aus Düsseldorf/Projektende im März 2022, duesseldorf.de
20. ↑  Düsseldorf: Mayersche eröffnet an der Friedrichstraße, rp-online.de, 24. Februar 2016
21. ↑  Filialen in Düsseldorf, thalia.de
22. ↑  Uwe-Jens Ruhnau: Mayersche und Thalia: Nach der Fusion: Buchhandlungen in Düsseldorf bleiben, rp-online.de, 10. Januar 2019
23. ↑  Maximilian Nowroth: Abriss einer Ikone. In: Rheinische Post, 11. Dezember 2024, S. C$.